# Ladislav Kubalák
Ladislav Kubalák (* 12. května 1944) je bývalý český fotbalista, obránce.

## Fotbalová kariéra
V československé lize hrál za TJ VP Frýdek-Místek. Nastoupil ve 26 ligových utkáních. Odchovanec týmu, za který hrál mimo vojenské služby v Holešově celou kariéru. S týmem Válcoven prošel od I. B třídy až do ligy.

## Ligová bilance
| Ročník                                   | Zápasy | Góly | Klub                |
| ---------------------------------------- | ------ | ---- | ------------------- |
| 2. československá fotbalová liga 1975/76 | -      | -    | TJ VP Frýdek-Místek |
| 1. československá fotbalová liga 1976/77 | 26     | 0    | TJ VP Frýdek-Místek |
| CELKEM                                   | 26     | 0    |                     |